# Johannes de Doperkerk (Grootebroek)
De rooms-katholieke kerk Johannes de Doper in het Noord-Hollandse Grootebroek werd in 1925 gebouwd naar ontwerp van de Zaanse architect S.B. van Sante. Van Sante heeft de kerk ontworpen op basis van de centraalbouw die Paul Bellot toepaste in zijn ontwerpen. Door de centraalbouw kan de kerkganger vanuit elke hoek het hoofdaltaar zien en alle onderdelen van het gebouw moesten in harmonie met elkaar zijn. De kerk is door de provincie Noord-Holland aangewezen als provinciaal monument. Sinds eind 2000 is de kerk door de jezuïeten geadministreerd.
De kerk is een kruiskerk en staat niet georiënteerd.

## Geschiedenis
De eerste Johannes de Doper-kerk werd op 7 juni 1559 ingezegend. Deze kerk stond op de plek waar nu de Oude Kerk staat. Het plaatselijke St. Elizabethklooster behoorde ook tot deze kerk. Dit klooster werd gedurende de Tachtigjarige Oorlog door de Geuzen gebruikt. 
De kerk ging gedurende de Reformatie over naar de hervormden. Tijdens de Reformatie kwam de parochie zonder priester te staan. Bijeenkomsten werden in schuren en bij parochianen thuis gehouden. Na de Reformatie was de eerste pastoor van Grootebroek Meinardus Petri. Na Petri werden diensten gehouden in een, niet als kerk herkenbare, houten schuur op de plek waar nu het kerkplein is. Dit houten bouwwerk heeft dienstgedaan tot de bouw van de stenen kerk in 1858, naar ontwerp van Theo Molkenboer, deze kerk werd mogelijk gemaakt door een grondwetswijziging in 1848 waardoor alle kerken vanaf dan weer aan elkaar gelijk waren. De laatste pastoor in de schuilkerk was dhr. Bartel. Bartel was ook de eerste pastoor die op het nieuw aangelegde kerkhof begraven werd. De nieuwe kerk werd achter de schuilkerk gebouwd, ongeveer op de plek van de huidige kerk. Deze kerk werd gebouwd in de toen populaire stijl van de neogotiek. Op de plek van de voormalige schuilkerk kwam een tuin. De kerk werd middels klokgelui op 15 juli 1859 gewijd.
De kerk werd binnen een tiental jaren te klein, waarop deze werd uitgebreid. Nadat in 1910 de torenspits werd verwijderd wegens bouwvalligheid, en begin jaren 1920 de muren zeer bouwvallig raakten, werd besloten om een nieuwe kerk te laten bouwen. De neogotische kerk werd in 1925-26 afgebroken. Een aantal objecten uit deze kerk werden bewaard en overgeplaatst naar de nieuwe, huidige kerk. Uit de neogotische kerk zijn het hoofdaltaar, de communiebank, het Maria-altaar, het St. Johannesaltaar, een aantal kerkbanken en de doopvont overgebracht. Ook de twee klokken, de 400 kilogram zware St. Jan en de een kleinere klok 75 kg, werden uit de oude kerk overgeplaatst naar de nieuwe. De bouw van de huidige kerk duurde twee jaar en twee maanden. De eerste steen werd gelegd op 26 februari 1926 en op 15 mei 1929 werd de kerk gewijd. De kerk werd gebouwd in de stijl van de Amsterdamse School
Tijdens de bronsroof door de Duitse bezetter werden beide klokken uit de kerk gestolen. De klokken zijn na de bevrijding niet teruggekomen, daarom werden er na de oorlog nieuwe klokken gemaakt. Er werd ook een derde klok bij besteld. Alle drie de klokken kregen een eigen naam: Requiem Panis (rust en brood), Voc Vobis (uw stem) en Innocentia Pax (onschuld en vrede).
Naar aanleiding van het Monumenten Inventarisatie Project kreeg de kerk in 1996 de status van provinciaal monument. In 1998 werd achter de kerk een Mariakapel gebouwd.

## Exterieur

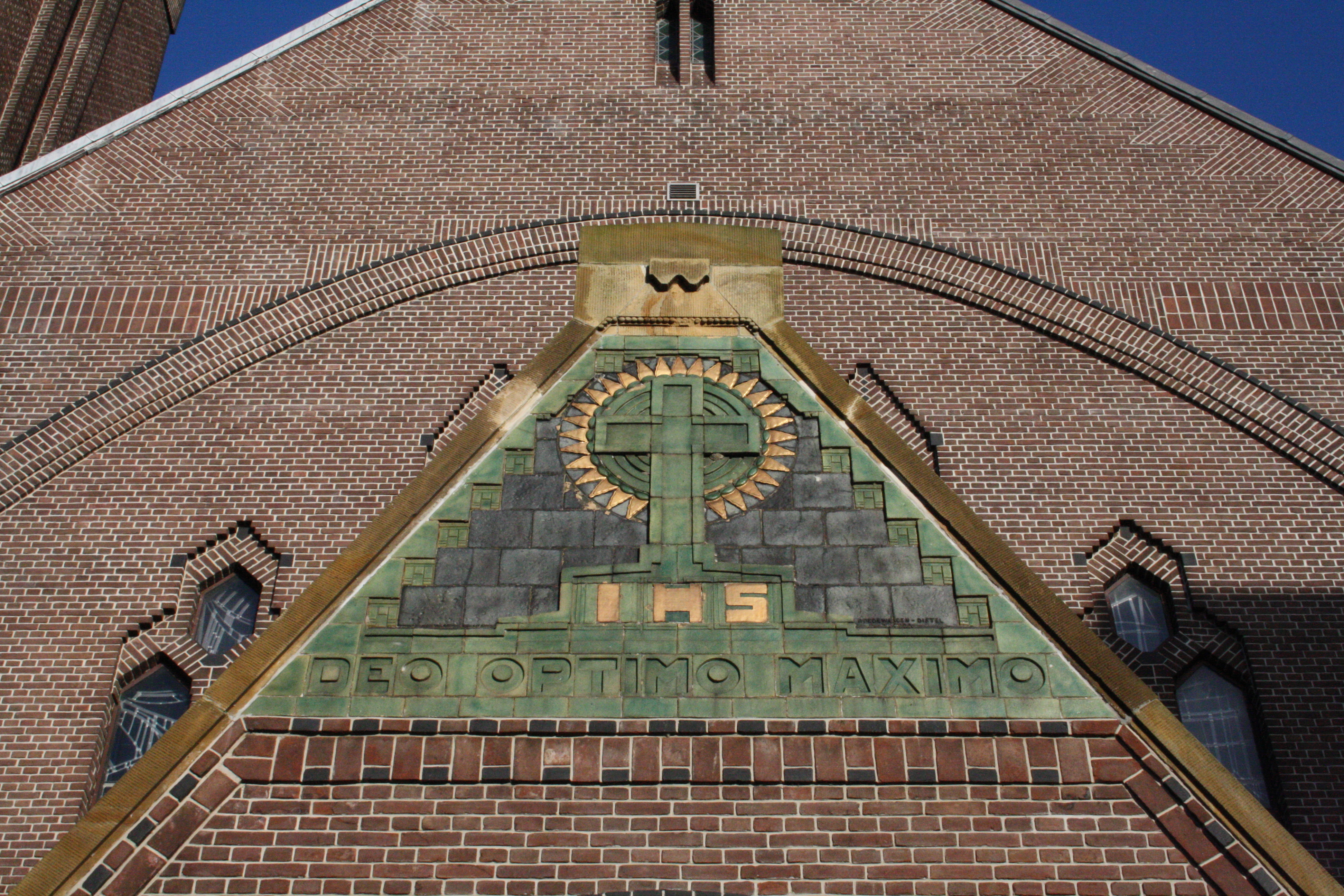
Tegeltableau boven de entree (2015)

De kerk ligt achter een plein aan de Zesstedenweg in Grootebroek. Het exterieur wordt gekenmerkt door een expressionistische stijl, die verwant is aan de Amsterdamse School. Aan de linkerzijde van de topgevel bevindt zich een licht verjongende toren met een tentdak als torenspits. Doordat de toren zich verjongt, komt het in de toren ingemetselde kruis meer naar voren te staan. Alle vier de zijdes van de toren zijn voorzien van een dergelijk kruis. 
Onder de topgevel bevindt zich een naar voren springend portaal. In de top van dit portaal is een tegeltableau aangebracht met daarin de tekst DEO OPTIMO MAXIMO (voor God het allermooiste). Daarboven bevindt zich een kruis met stralenkrans. Deze tegels zijn vervaardigd door de indertijd Goudse firma Goedewaagen.

### Kerkhof

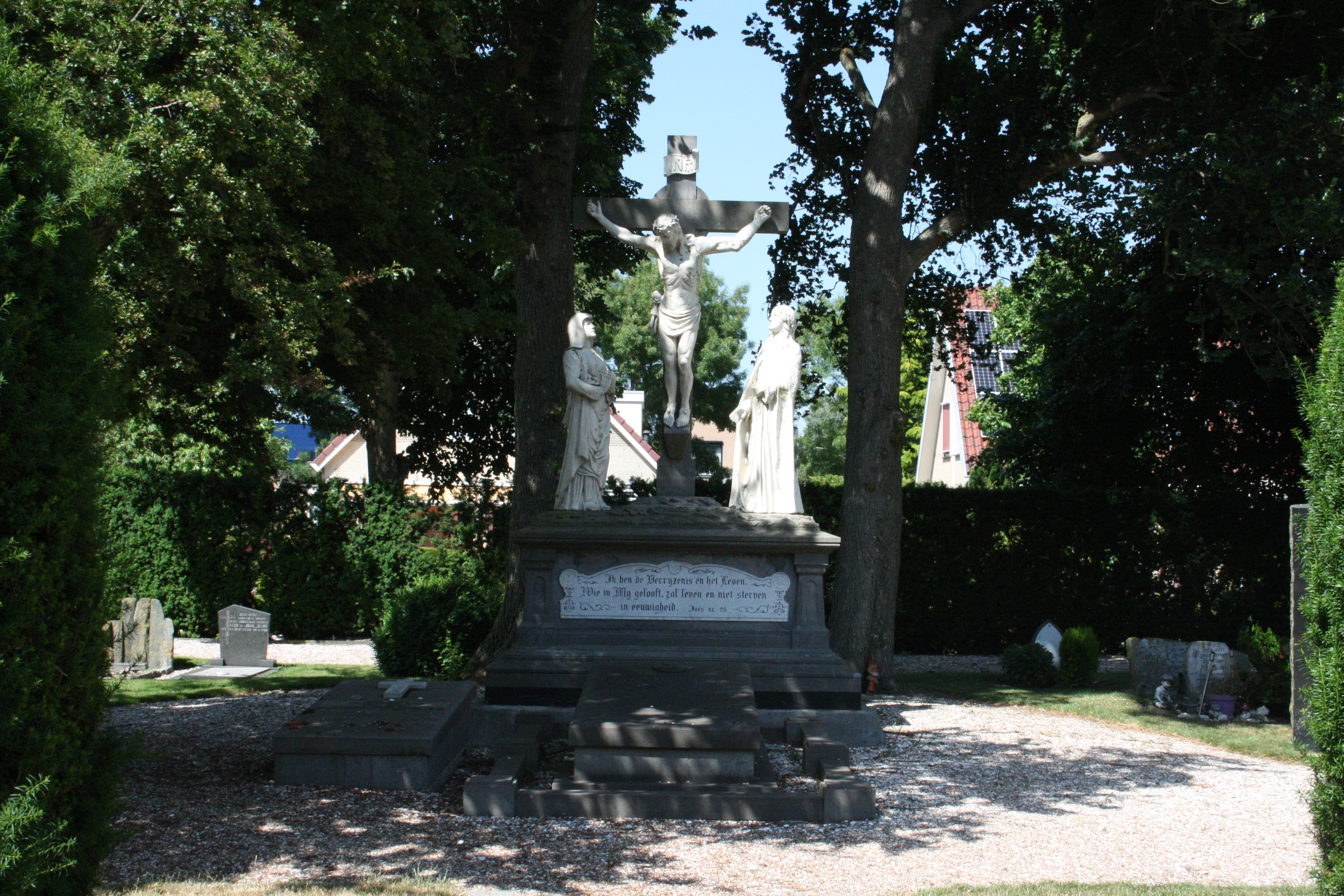
Het priestergraf (2015)

Het kerkhof is achter de kerk gelegen. Het werd aangelegd ten tijde van de bouw van de neogotische kerk. Op de dodenakker staat ook het priestergraf waarin onder andere dhr. Bartel te rusten is gelegd. Het priestergraf toont Jezus aan het kruis met onder de beeldengroep een inscriptie: Ik ben de Herrijzenis en het Leven. Wie in Mij gelooft, zal leven en niet sterven in de eeuwigheid. Op het kerkhof staat ook een Mariakapel, deze is daar in 2010 geplaatst, maar stond tussen 1958 en 2010 aan de Raadhuislaan.

## Interieur
Het interieur is nog in vrijwel originele staat. Sinds de bouw zijn alleen de lampen vervangen en is, naar aanleiding van het Tweede Vaticaans Concilie, het priesterkoor vergroot. De aangebrachte glas-in-lood-ramen zijn van de hand van Lou Asperslag. De gewelven van de kerk zijn geheel gemetseld en in de kruising voorzien van schilderingen.

## De orgels

#### Vroege orgels
Zo rond 1790 werd voor de schuurkerk een orgel geleverd door orgelmaker J.S. Strümphler uit Amsterdam. Over dit instrument is verder niets bekend. Waarschijnlijk is dit orgel in 1898 vervangen.

#### Huidig orgel
In augustus 1898 werd een nieuw orgel in gebruik genomen. Het was gebouwd door orgelmaker Johannes Hilboesen uit Amsterdam.
Deze orgelmaker was afkomstig uit de werkplaats van Lodewijk Ypma. Geheel nieuw was dit instrument niet. Meerdere registers, met name fluiten, zijn overgenomen uit een ander orgel Niet uitgesloten is dat het om pijpwerk uit het Strümphler-orgel gaat. Het Hilboesen orgel was voorzien met de toen nieuwe pneumatische tractuur. Geheel in lijn met die tijd werd het een romantisch orgel met een warme, orkestrale klank en een breed scala aan (middel)zachte registers. 
In 1928 werd dit orgel door orgelfabrikant B. Pels & Zn uit Alkmaar overgeplaatst naar de nieuwe kerk en voorzien van nieuwe mechanieken en een front naar tekening van architect Van Sante. Tevens werd de gelegenheid te baat genomen om het orgel te voorzien van een vrij pedaal met 2 stemmen. Eén stem, de Flûte Harmonique 4 voet, werd verplaatst van het zwelwerk naar het hoofdwerk en opgeschoven naar een 8 voets stem. De vrijgekomen plaats werd opgevuld door een nieuwe Woudfluit 2 voet.
Het orgel is sindsdien niet meer gewijzigd en functioneert thans nog steeds. In tegenstelling tot veel orgels uit die tijd bevat het orgel zeer weinig zinken pijpen. Alleen het front en het laagste octaaf van de Salicionaal 8 voet zijn van zink. De rest van de orgelpijpen zijn van een lood/tinlegering, het zogenaamde 'orgelmetaal' of van grenenhout.

#### Dispositie
| I Hoofdwerk C–g3        |
| Bourdon 16' (oud)       |
| Prestant 8' (1898/1928) |
| Roerfluit 8' (oud)      |
| Flûte Harmonique 8'     |
| Salicionaal 8'          |
| Octaaf 4'               |
| Fluit 4' (oud)          |
| Mixtuur II-III-IV       |
| Trompet 8'              |

| II Zwelwerk C–g3    |
| Fluit 8'            |
| Holpijp 8' (oud)    |
| Viola di Gamba 8'   |
| Dolce 8'            |
| Vox Caelestis 8'    |
| Salicionaal 4'      |
| Woudfluit 2' (1928) |
| Klarinet 8'         |
| Tremulant           |

| Pedaal C–f1 (geheel 1928) |
| Subbas 16'                |
| Octaafbas 8'              |

- Waar "oud" staat vermeld betreft het een register van vóór 1898.
- Koppels: I-II, I-II16', II-II16', P-I, P-II
- Toon hoogte a1 = 436 Hz
- Temperatuur: Evenredig Zwevende stemming